# Leyton
Leyton es un barrio del municipio londinense de Waltham Forest. Se encuentra a unos 10 km (6,2 mi) al noreste de Charing Cross, Londres, Reino Unido. Según el censo de 2011 contaba con una población de 14184 habitantes. En el barrio se encuentra el Parque Olímpico Reina Isabel y es sede del Leyton Orient Football Club.